# 彼得羅韋伊尼胡列斯足球會
彼得羅韋伊尼胡列斯足球會（烏克蘭語：Футбольний клуб «Інгулець»），是一家位於烏克蘭基洛夫格勒州彼得罗韦的職業足球隊，於2013年成立。英胡列斯現時參加烏克蘭超級聯賽， 2019–20年賽季以甲組聯賽季軍升級。

## 榮譽
- 烏克蘭盃
  - 亞軍 (1): 2018–19
- 烏克蘭業餘足球錦標賽
  - 亞軍 (1): 2014
- 烏克蘭業餘盃
  - 冠軍 (1): 2014
- 基洛沃拉德州錦標賽
  - 冠軍 (1): 2014
  - 亞軍 (1): 2013